# 니시키와촌
니시키와촌(西岐波村)은 야마구치현 요시키군에 있던 촌이다. 현재의 우베시에 해당한다.

## 역사
- 1889년 4월 1일 - 정촌제 시행에 의해 요시키군 니시키와촌이 성립하였다.
- 1943년 11월 1일 - 우베시에 편입, 동일 니시와키촌은 폐지되었다.